# 合作金庫羽球隊
合作金庫羽球隊，是台灣目前五個主要企業羽球隊之一，母企業為合作金庫商業銀行，成立於1992年11月1日。合作金庫羽球隊以建教合作模式與羽球重點發展學校合作培養青少年選手，表現優異的球隊成員亦能在退役後成為合作金庫的正式行員，球隊的主要合作廠商為勝利體育。

## 球隊歷史
合作金庫為配合政府推展體育政策及遵照省議會「公營行庫應加強辦理公益活動，回饋社會及培育優秀之體育選手為國家爭取榮譽」的建議，決定籌辦合作金庫甲組羽球隊，並於1992年11月1日正式成立，並在此後每年舉辦合庫盃羽球錦標賽及邀請賽以推廣羽球運動和兒童育樂營。
在合作金庫成立羽球隊之前，當時能夠在中華民國全國羽球團體錦標賽位列前三的隊伍中只有土地銀行羽球隊為企業球隊:112，另一常見隊伍則是提供選手在服役時繼續訓練的陸軍陸光隊:108。球隊於1992年成立之後，隨即在隔年第一次參加全國羽球團體錦標賽就獲得男子團體冠軍，並成為當時台灣羽壇唯一能與土地銀行羽球男隊分庭抗禮的企業球隊:109-110，此後合作金庫羽球隊曾經多次在全國團體賽寫下男子團體連霸紀錄，總計奪得16次男團冠軍。合庫女隊成立於2000年，從2001年第1次參加全國團體賽開始，至2020年已在女子團體達成20次連霸紀錄。
1995年初，合作金庫羽球隊在剛成立滿兩年不久，就邀請到前印尼國家羽毛球隊隊員陳鋒擔任陪練員，並在此後贊助陳鋒代表中華隊出戰國際賽，也因而提升球隊其他單打選手的技術。成立超過25年的合庫羽球隊，旗下曾有多位臺灣的世界級選手，包括單打選手陳鋒、鄭韶婕、周天成、戴資穎等，以及雙打選手簡毓瑾、程文欣。

## 球隊成員

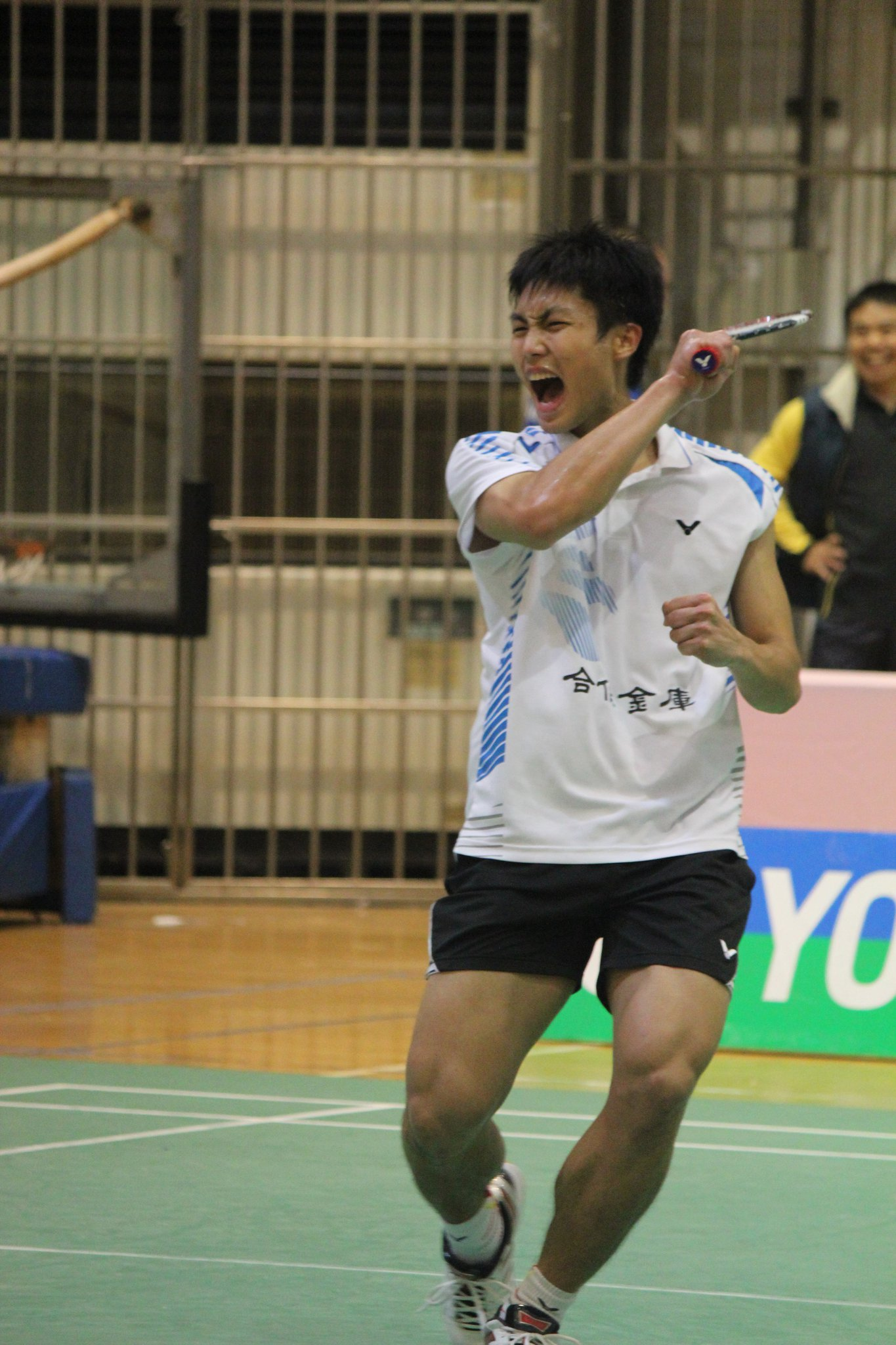
現役隊員周天成

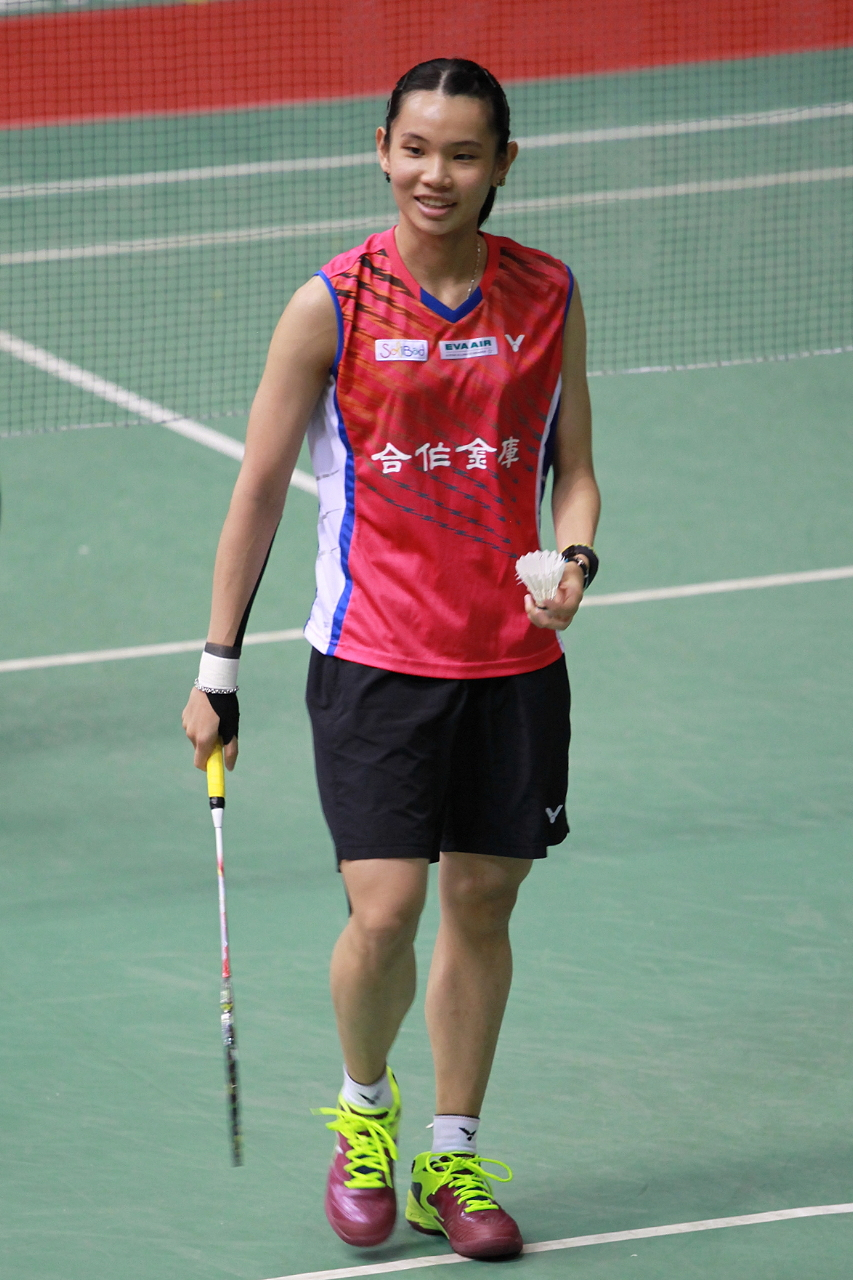
合庫隊員戴資穎

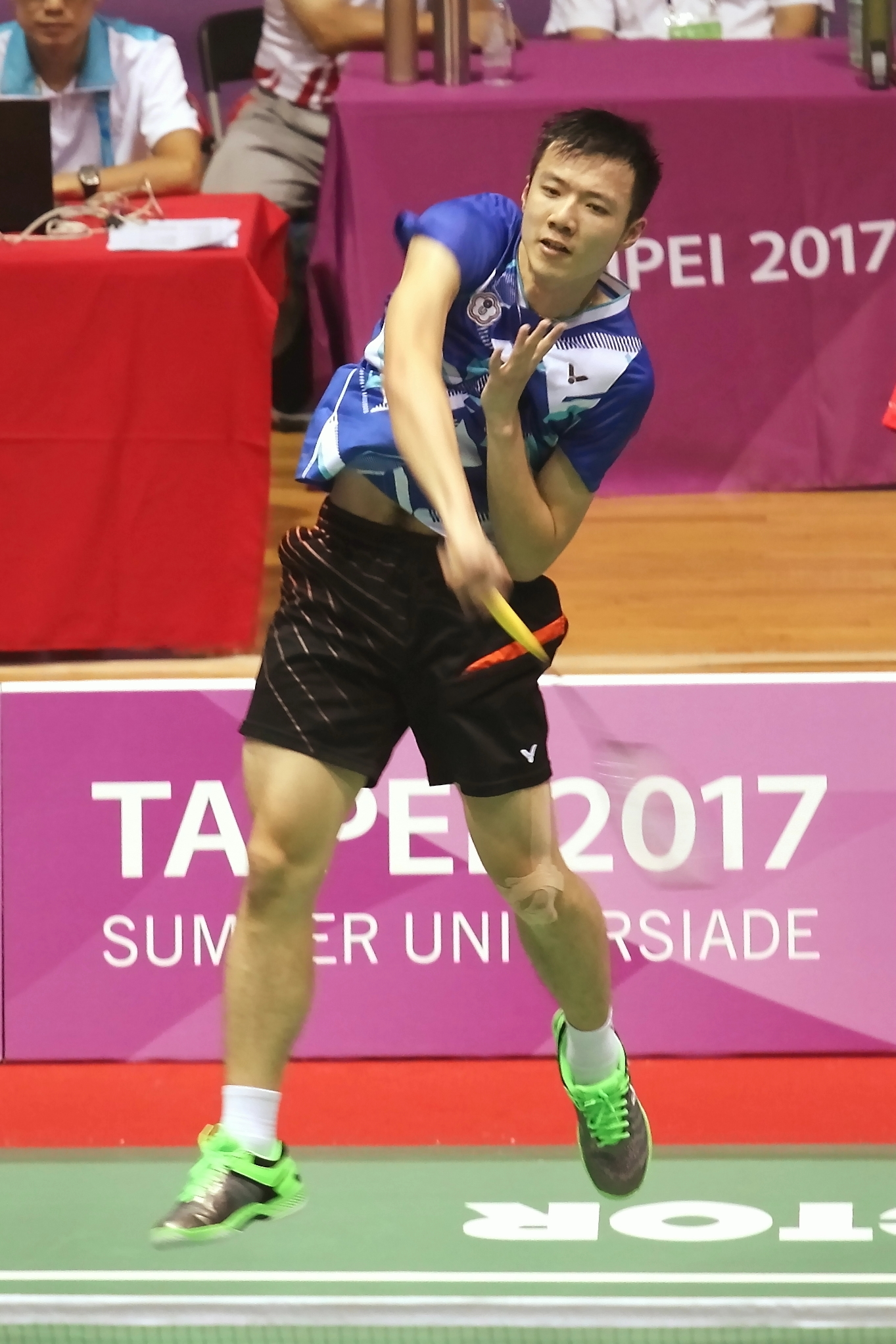
現役隊員王子維

| 總教練 | 廖國茂                                 |
| 教練   | 胡崇賢、張政雄、李維仁、蔡佳欣、李勝木 |

| 男隊員 | 女隊員 |
| ------ | ------ |
| 周天成 | 許雅晴 |
| 林家佑 | 戴資穎 |
| 林家翾 | 白馭珀 |
| 王子維 | 郭浴雯 |
| 李哲輝 | 江穎麗 |
| 楊博軒 | 胡綾芳 |
| 李佳翰 | 林盈君 |
| 楊明哲 | 林琬清 |
| 王柏崴 | 洪毅婷 |
| 廖晁邦 | 汪郁喬 |
| 邱相榤 | 劉巧芸 |
| 黃郁豈 |        |

## 著名選手

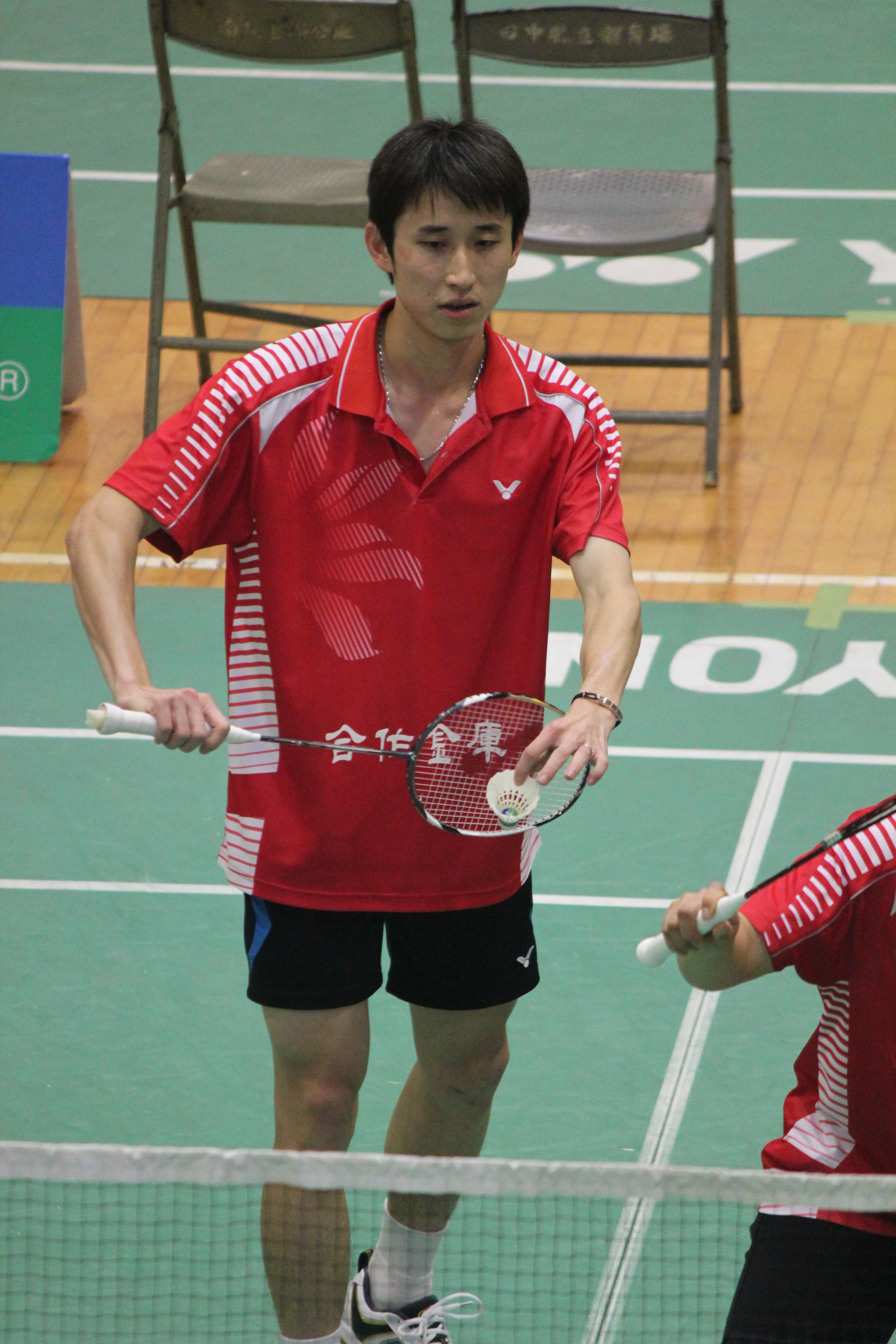
退役隊員李勝木

僅列出已退役選手：
| 隊員名稱 | 最佳成績                                               | 備註               |
| -------- | ------------------------------------------------------ | ------------------ |
| 陳鋒     | 男單世界排名最高第二位、1999年世界羽毛球錦標賽男單亞軍 |                    |
| 方介民   | 男雙世界排名最高第三位、2012年奧運男雙八強             |                    |
| 程文欣   | 女雙世界排名最高第一位、2012年奧運女雙八強             | 2011年底轉隊至土銀 |
| 簡毓瑾   | 女雙世界排名最高第一位、2012年奧運女雙八強             | 2011年底轉隊至土銀 |
| 鄭韶婕   | 女單世界排名最高第七位、2011年世界羽毛球錦標賽女單亞軍 |                    |
| 蔡佳欣   | 男雙世界排名最高第三位、2014年世界羽毛球錦標賽男雙八強 |                    |
| 李勝木   | 男雙世界排名最高第三位、2014年世界羽球錦標賽男雙八強   |                    |

## 歷年成績
| 年份   | 成績           | 成績           |
| 年份   | 男子團體甲組   | 女子團體甲組   |
| ------ | -------------- | -------------- |
| 2004年 | 冠軍           | 冠軍           |
| 2005年 | 冠軍           | 冠軍           |
| 2006年 | 冠軍           | 冠軍           |
| 2007年 | 冠軍           | 冠軍           |
| 2008年 | 亞軍           | 冠軍           |
| 2009年 | 亞軍           | 冠軍           |
| 2010年 | 冠軍           | 冠軍           |
| 2011年 | 冠軍           | 冠軍           |
| 2012年 | 冠軍           | 冠軍           |
| 2013年 | 亞軍           | 冠軍           |
| 2014年 | 亞軍           | 冠軍           |
| 2015年 | 亞軍           | 冠軍           |
| 2016年 | 冠軍           | 冠軍           |
| 2017年 | 冠軍           | 冠軍           |
| 2018年 | 季軍           | 冠軍           |
| 2019年 | 冠軍           | 冠軍           |
| 2020年 | 冠軍           | 冠軍           |
| 2021年 | 甲組賽事未舉行 | 甲組賽事未舉行 |
| 2022年 | 季軍           | 冠軍           |
| 2023年 | 甲組賽事未舉行 | 甲組賽事未舉行 |
| 2024年 | 甲組賽事未舉行 | 甲組賽事未舉行 |

## 建教合作
合庫羽球隊建教合作學校如下：

| 大學 - 國立體育大學 - 台北市立大學 高中 - 臺北市私立泰北高級中學 - 台中市立西苑高級中學 | 國中 - 臺北市立中山國民中學 - 臺中市立豐原國民中學 - 臺中市立萬和國民中學 國小 - 臺北市中山區長春國民小學 - 臺中市西屯區大鵬國民小學 - 臺中市南屯區南屯國民小學 |

## 註腳